# 三星Galaxy M30
三星Galaxy M30/A40s是三星電子制造運行基於Android 9 Pie作業系統的One UI介面的中階手機。在中國大陸、香港和台灣改名為三星Galaxy A40s銷售。這台智慧型手機搭載了Exynos 7904 14nm系統晶片，由2個Cortex-A73@1.8GHz核心和6個Cortex-A53@1.6GHz核心、Mali-G71 MP2圖形處理器、6/4GB的記憶體和128/64GB儲存空間組成。
支援可以擴充到512GB的microSD記憶卡。4G雙卡雙待。5000mAh Li-Po電池，支援15w快充。M30採用三星自家的6.4吋Infinity-U Super-AMOLED FHD+螢幕。

## 外部連結
官方网站（繁體中文）